# Oskar Hainari
Oskar Adolf Hainari (till 1906 Forsström), född 7 mars 1856 i Tohmajärvi, död 23 januari 1910 i Helsingfors, var en finländsk historiker och skolman. 
Hainari blev 1881 lektor i gymnastik vid Sordavala seminarium och reste flitigt omkring i Gränskarelen, vilket bland annat resulterade i boken Kuvia Raja-Karjalasta (1895). Efter att ha blivit filosofie doktor 1890 var han lektor i historia vid Jyväskylä lyceum 1893–1900 och innehade 1900–1904 samma befattning vid Sordavala lyceum, där han även var rektor; verkade sedan vid det finska normallyceet i Helsingfors. Han studerade bland annat förhållandena i Ingermanland under svenska tiden och utgav 1898 ett vidlyftigt arbete om Finlands medeltidshistoria.